# Батіжок (притока Південного Бугу)
Батіжок, Батіг — річка в Україні, у Гайсинському районі Вінницької області, права притока Південного Бугу (басейн Чорного моря).

## Опис
Довжина річки приблизно 6,7  км. Формується з багатьох безіменних струмків та водойм.

## Розташування
Бере початок на піденному заході від села Четвертинівки. Тече переважно на північний схід через Четвертинівку і впадає в річку Південний Буг на території урочища Берізки.

## Цікавий факт
- На березі річки є меморіал Битви під Батогом - козацька криниця, яка функціонує й досі.